# Janie Terrero
Pour les articles homonymes, voir Terrero.
Janie Terrero (née le 14 avril 1858 et morte le 22 juin 1944) est une militante suffragette membre de la Women's Social and Political Union (WSPU).

## Biographie
Jane Beddall naît à Finchingfield dans l'Essex en 1858, fille benjamine d'Eliza Fitch et de Thomas Beddall, un gentleman farmer. Elle épouse Manuel Terrero, le fils de Manuela Rosas et le petit-fils du général Juan Manuel de Rosas, en décembre 1885. Le couple vit d'abord à Southampton de 1898 à 1910 puis s'installe à Pinner, dans le borough londonien de Harrow.
Suffragiste depuis l'âge de 18 ans, elle a rejoint la WSPU en 1908,. Elle crée une branche locale de l'organisation à Pinner en 1910, et en devient la secrétaire d'honneur. Elle organise des conférences à son domicile, et en 1911, Constance Bulwer-Lytton est ainsi invitée. Comme d'autres suffragettes, Janie Terrero évite le recensement de 1911, qui ne répertorie que son mari à leur domicile. En 1912, le couple vit à Harrow.
Elle est l'une des 200 femmes arrêtées en mars 1912 en raison de leur participation à une campagne de bris de vitres à Londres lors de l'examen des Conciliation Bills au Parlement. Manuel Terrero est membre de la Men's League for Women's Suffrage, et elle lui demande de ne pas payer l'amende qui aurait pu la faire sortir de prison. Elle comparaît le 2 mars 1912 pour répondre d'accusations de dommages intentionnels après avoir brisé des fenêtres. Elle est condamnée le 19 mars 1912 à quatre mois de détention qu'elle effectue à la prison de Holloway. Elle entame une grève de la faim et est alimentée de force à deux reprises,. Elle est libérée quelques jours avant la fin de sa peine, à la demande d'un médecin de la prison, vraisemblablement en raison de la détérioration de sa santé.

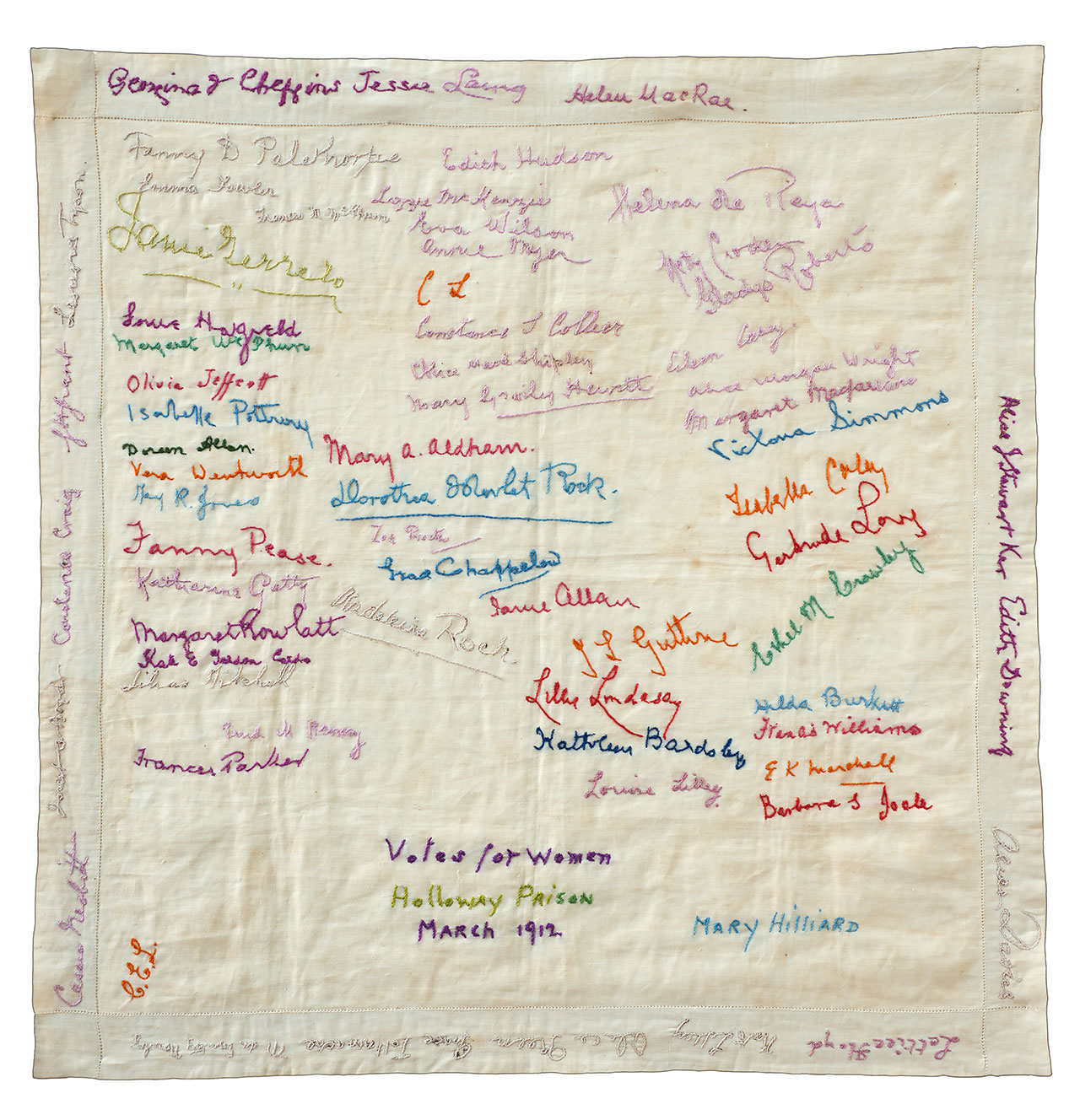
Sa signature est la 4e en haut à gauche

Elle est l'une des signataires du mouchoir des suffragettes à Holloway en mars 1912, et réalise pour sa part un autre mouchoir, qui rappelle l'emprisonnement collectif et l'inspiration qui animait les manifestantes : le liseré violet, blanc et vert, aux couleurs du mouvement, et la carte postale représentant Emmeline et Christabel Pankhurst qui ornent sa réalisation, ainsi que le rappel du slogan au-dessous de l'intitulé « WSPU » « Deeds, not Words », font clairement référence aux revendications du Women's Social and Political Union, tandis que la herse brodée symbolise la prison et rappelle la broche de la prison Holloway, créée en 1909 et décernée aux femmes détenues à la prison de Holloway en raison de leurs activités suffragistes.

Elle écrit par ailleurs un compte rendu de ses expériences à la prison de Holloway : 
 «J'ai été enfermé pendant douze jours, j'ai fait deux grèves de la faim et j'ai été nourri de force en avril et de nouveau en juin. À ceux qui ont l'intention d'être activement militants, je veux dire ceci : vous ne pouvez pas imaginer à quel point vous vous sentez fort en prison. Le gouvernement peut prendre votre liberté et vous enfermer, mais il ne peut pas emprisonner votre esprit […] Je tiens à dire clairement que l'alimentation forcée n'a pas été effectuée dans le but de sauver des vies, mais comme un acte délibéré de brutalité pour terroriser et torturer. » , 
 Terrero refuse de signer une pétition appelant à l'éviction d'Emmeline et de Frederick Pethick-Lawrence de la WSPU en 1912, et semble avoir peu participé à la campagne en faveur du suffrage féminin par la suite.
En 1939, elle vit au 62 Hillfield Court à Belsize Park à Hampstead. Elle meurt à son domicile en 1944, à l'âge de 86 ans. Elle est enterrée dans l'ancien cimetière de Southampton, dans le Hampshire,.
Elle a laissé de nombreuses notes détaillant son traitement durant son emprisonnement à Holloway et celles-ci sont conservées dans la Suffragette Fellowship Collection du musée de Londres. Selon la volonté de son mari, elle lègue 2 000 ouvrages à la bibliothèque du Working Men's College. Le musée de Londres quant à lui conserve un mouchoir réalisé par Janie durant sa détention en 1912. Les noms de ses co-détenues grévistes de la faim de la prison de Holloway y sont brodés.